# 尼子国久
尼子 国久（あまご くにひさ）は、戦国時代の武将。尼子氏の家臣で、新宮党の党首。

## 生涯
明応元年（1492年）、出雲国の戦国大名尼子経久の次男として誕生。永正9年（1512年）頃に室町幕府管領・細川高国の偏諱を受け国久となる。
姓は尼子ではあるものの、千家文書（出雲大社宮司の家系）では「尼子殿御子息吉田の孫四郎殿」と記載されており、出雲吉田荘の吉田氏に養子に入っていたと思われる。吉田氏は宇多源氏佐々木氏の傍系であり、幕府奉公衆の地位を与えられた守護不入の特権を持つ豪族であった。これは塩冶氏に養子入りした弟・興久と同等の国人懐柔策を父・経久が行ったものと思われる。後に反乱を起こし討伐された興久が所有していた出雲西部塩冶地帯も継承している。
国久は月山富田城の東北にある新宮谷にあったことから名づけられた戦闘集団・新宮党の頭領であった。
『伯耆民諺記』によれば大永4年（1524年）、大永の五月崩れにおいて伯耆国にある尾高城・不動ヶ城・羽衣石城などの諸城を次々に攻略したとされる。
また『陰徳太平記』によれば天文9年（1540年）、主君・晴久は大内氏への牽制も兼ね、安芸国の国人毛利氏の討伐を計画し、その偵察を兼ねて国久らは3千を率いて備後国へ遠征したとされる。備後国から江の川を渡河して吉田郡山城へと進軍する道を拓くため、宍戸氏を攻略するも反撃にあい失敗。晴久も石見路から3万騎を率いて吉田郡山城へと進軍したが敗北に終わったが、後に大内義隆が出雲へと侵攻した際に、新宮党を率いた国久の奮戦により撃破している（吉田郡山城の戦い）。
その後は備後・伯耆などの諸国へ遠征し、尼子氏の先頭に立って戦っている。
このように国久は多大な武功を挙げて尼子氏の勢力拡大に貢献し、父から晴久の後見人に指名されるほどであったが娘婿でもある晴久とは方針を巡って意見を異にし、対立する事がしばしばあった。また、新宮党は吉田氏・塩冶氏の領地を直轄し、出雲において晴久をも凌ぐ影響力を持っていた。そのうえ新宮党の中には自らの武威を笠に着て横柄な振舞をする者も多く、他の尼子家の譜代家臣達と衝突することもあった。そのため、晴久との関係は次第に悪化していき、この経緯は鰐淵寺文書にも書かれている。
その後、晴久の正室である国久の娘が死去するとこれを契機として、天文23年（1554年）に子の誠久ら一族と共に誅殺された。享年63。

## 人物
- 父・経久からは「文に疎く政道に誤りがあるかも知れぬが、軍務にかけては鬼神のごとき」と言われるほどの武勇を備えていた猛将であった（『雲陽軍実記』）。この記述を見るにして、周囲からは軍事を担当する人物と認識されていたようである。また、頭領を務めていた新宮党が大規模な領地を持っていたこともあり、その兵力動員数は相当なものだったと思われる。
- 尼子氏が直接介入し、その経済力・軍事力を直轄化しようとした杵築大社が起こした諸問題では、現存している文書からも杵築大社周辺に領地（興久遺領地）を持つ国久の政治手腕に尼子宗家が頼らなければならない側面もあり、これが後に国久率いる新宮党を尼子宗家の直接支配下に組み込もうとした晴久との対立を招き、粛清の憂き目にあっている。
- 国久自身の発給文書は、杵築大社・杵築大社支配下勢力と晴久を結んだ文書が多い。これは西出雲における尼子氏の支配が、国久を通した間接的なものであったことを示している。この折衝役であった国久とその一族を粛清したことにより、杵築大社以下の西出雲にも本格的介入が可能となり、晴久の目論みであった出雲一国の直接統治はほぼ完遂された。
- 晴久との関係悪化を知った毛利元就は自国の罪人に偽の手紙を持たせ、月山富田城の門前でその罪人を殺した。翌日、その惨殺死体は尼子方に発見された。死体が持っていた手紙には、国久に晴久を暗殺するように仕向ける内容が書いてあり、これを読んだ晴久は国久が毛利氏と裏でつながっていたと勘違いしたため、それによって粛清されたと伝わった。元就の権謀術数を得意とする人物像も相まって、この説は巷間に広く浸透したが、これは同時期に元就が同様の謀略で陶隆房の家臣である江良房栄のもとを陥れた事実からの推測、あるいは創作と思われる。史実としては新宮党の粛正によって晴久は家中統一をなし遂げており、尼子氏の衰退が始まるのは後の事である。

## 関連作品
- 『毛利元就』（1997年、NHK大河ドラマ、演：清水綋治）